# TSB銀行體育館
TSB體育館 (原名為皇后碼頭活動中心)是位於紐西蘭威靈頓的室內體育館。

## 外部連結
- 维基共享资源上的相關多媒體資源：TSB銀行體育館